# Ur Apalategi
Ur Apalategi Idirin, né le 28 décembre 1972 à Paris, est un philologue, professeur, éditeur et écrivain basque français de langue basque. Il fait partie de cette jeune génération d'écrivains du Pays basque français « produits » par les ikastola même s'il ne veut pas « envisager l'écriture comme un travail, mais plutôt comme quelque chose qui vient déchirer le rideau du réel ».

## Biographie
Diplômé en droit, Ur Apalategi obtient un doctorat en philologie basque avec la thèse Évolution de la problématique littéraire de Bernardo Atxaga : du champ littéraire basque au champ littéraire universel. Il recevra la note la plus élevée cum laude.
Professeur à l'université de Bayonne depuis 1998, Ur Apalategi travaille dans divers projets de recherche et de laboratoires, à la fois au Pays basque (Centre de recherche sur la langue et les textes basques) et dans les arènes internationales. Ur Apalategi a également écrit des critiques et des articles dans des magazines et journaux tels que Maiatz, Egan, Hegats, Uztaro, Euskaldunon Egunkaria, Argia ou Gara.
Il publie son premier article en 1995 sur le critique littéraire et sémiologue français Roland Barthes, dans la revue Maiatz. Et la même année, il écrit d'un recueil de poèmes antipoétiques intitulé Guneak Erdi, co-écrit avec Unai Goieaskoetxea Arronategi. C'est un manifeste négatif, dans lequel l'auteur tente de définir le type d'écrivain qu'il ne veut pas être.
En 1997, il publie le roman Gauak eta hiriak, dont l'action se situe dans le milieu des étudiants basques de Bordeaux et pour lequel il reçoit le prix Beterriko liburua. En 2011, il sera récompensé du prix des lecteurs une seconde fois pour son livre Fikzioaren Izterrak. Ce livre recevra le prestigieux prix Euskadi la même année.
En 1999, Ur Apalategi publie à Paris La Naissance de l'écrivain basque, basé sur sa thèse de doctorat. En 2001, Las relaciones imperfectas (Hiru) est édité. C'est la traduction du roman Gauak eta hiriak. En 2002, il crée la maison d'édition Utriusque Vasconiae collection « Kritika literarioa » de la critique littéraire, qui a publié une vingtaine de titres. Il est responsable de la section littéraire à partir de 2004. L'aventure éditoriale prend fin en 2018.
Malgré de nombreux obstacles et controverses, Ur Apalategi publie en 2004 son deuxième roman Gure Gauzak S.A.. Basé sur un thriller, le livre fait une critique à peine voilée des grandes manœuvres de certaines maisons d'édition locales quasi monopolistiques qui instrumentalisent sans vergogne autant la littérature que les auteurs. En 2005, il publie Belaunaldi literarioak auzitan (Utriusque Vasconiae).
En 2009, Ur Apalategi présente une recherche intitulée Saizarbitoriaren bigarren idazlealdia. Sistema literarioaren birkonkista 1995-1996 où il poursuit le travail déjà fait sur Atxaga, suivant le même point de vue systémique. En 2013 en résulte la publication, toujours à Paris chez l'Harmattan, de Ramon Saizarbitoria: l'autre écrivain basque.
Il est membre correspondant d'Euskaltzaindia, l'Académie de la langue basque.